# Rue Poupée
La rue Poupée est une ancienne voie de Paris, aujourd'hui disparue, située dans l'ancien 11e arrondissement (actuellement 5e arrondissement). 

## Situation
Longue de 108 m, elle reliait la rue de la Harpe à la rue Hautefeuille et à la place Saint-André-des-Arts,.

## Origine du nom
L'origine du nom de la rue n'est pas connue.
Dans l'ouvrage Supplément du théâtre italien, Arlequin donne ainsi au vieillard l’étymologie de la rue Poupée : « C'est où demeure une partie des Précieuses de Paris. »

## Historique
Elle a été percée au XIIe siècle sur le clos de Laas (ou Lias). Les titres de l'abbaye Saint-Germain-des-Prés la désignent sous le nom de « rue Popée ».
Vers 1280-1300, elle est citée dans Le Dit des rues de Paris de Guillot de Paris sous la forme « rue Poupée ».
Dans un rôle de 1313, elle est désignée sous le nom de « rue Poupée ».
Elle est citée sous le nom de « rue Poupée » dans un manuscrit de 1636.
Elle est encore visible sur les plans de Paris de 1760 et 1771 ; elle est également citée au XVe siècle dans le quatrième quartier de Paris, sous le nom de « rue Poinpée » ou « Pompée ».
La largeur de cette voie publique est fixée à 6 m par une décision ministérielle à la date du 23 prairial an VII (11 juin 1799), puis à 10 m par une ordonnance royale du 22 août 1840. La rue est supprimée dans les années 1850 lors du percement du boulevard Sébastopol (actuellement boulevard Saint-Michel) dans le cadre des transformations de Paris sous le Second Empire.

## Bâtiments remarquables, et lieux de mémoire
- No 7 : adresse des ateliers des graveurs du journal L'Illustration en 1844[7],[8].

C'est dans cette rue qu'Étienne-Benjamin Deschauffours avait sa maison en 1725, et qu'il y organisait des rencontres tous les après-midi.